# SMAP×SMAP

SMAP×SMAP é um show de variedade japonesa em andamento da Kansai TV e Fuji Television, estrelando os membros do SMAP. Começou em 15 de Abril de 1996 e é exibido das 22h00min às 22h54min (JST) toda segunda-feira. Geralmente a audiência é maior que 20%, o que é considerado alto já que a maioria dos programas de variedade atingem entre 10-20%.

## Conceito

### Bistro SMAP
Bistro SMAP, eventualmente a primeira metade do show, mostra os integrantes do SMAP cozinhando para celebridades convidadas (na maioria das vezes, estão em dois). O líder do grupo, Masahiro Nakai, é o apresentador (ou o garçom), e os outros quatro membros da banda são divididos em duas equipes. Em algumas ocasiões especiais, outro se torna apresentador e Nakai faz parte de um dos times e cozinha. Os convidados podem pedir o que quiserem e as equipes competem entre si para ver quem faz o melhor prato. Depois de saborear a comida, decidem quem será o vencedor. Este receberá presentes, ou um beijo na bochecha no caso de uma mulher ser a convidada.

### Esquetes cômicas
A segunda metade do show exibe os integrantes do SMAP atuando em esquetes cômicas, normalmente uma paródia de outro programa da FujiTV, anime ou mangá, tendências ou atuações engraçadas. É comum ver outras celebridades participando das esquetes e vários jogos em algumas ocasiões.

### Apresentação musical
A última seção mostra vários grupos ou artistas musicais, colaborando com SMAP. Brevemente, os anfitriões do programa entrevistam os cantores (filmado após suas apresentações) e depois cantam suas músicas, geralmente um medley e às vezes adicionam uma canção dos apresentadores do show. Quando um novo single está perto de seu lançamento ou foi lançado recentemente, o SMAP canta este para promovê-lo.
Durante um ensaio, Michael Jackson apareceu de surpresa para o grupo e foi entrevistado (uma tradutora estava ao seu lado). Mais tarde, a gravação foi usada em um especial.